# SilentEye
 (septembre 2020).
Si vous disposez d'ouvrages ou d'articles de référence ou si vous connaissez des sites web de qualité traitant du thème abordé ici, merci de compléter l'article en donnant les références utiles à sa vérifiabilité et en les liant à la section « Notes et références ».
SilentEye est un logiciel libre de stéganographie interopérable, permettant de cacher des informations (texte ou fichier) dans différents médias. Pour le moment, cette opération est possible dans des images et des fichiers audio.
Ce logiciel a pour but de fournir aux utilisateurs finaux une interface facile à prendre en main, ne nécessitant pas de connaissance particulière dans le domaine de la stéganographie.

## Fonctionnement
SilentEye utilise la technique du bit de poids faible (LSB) pour cacher les informations dans la représentation RVB d'un pixel. Cette méthode est utilisable uniquement pour une image de type BMP, étant donné que ce format est non compressé et ne souffre donc pas de la problématique de perte de données.

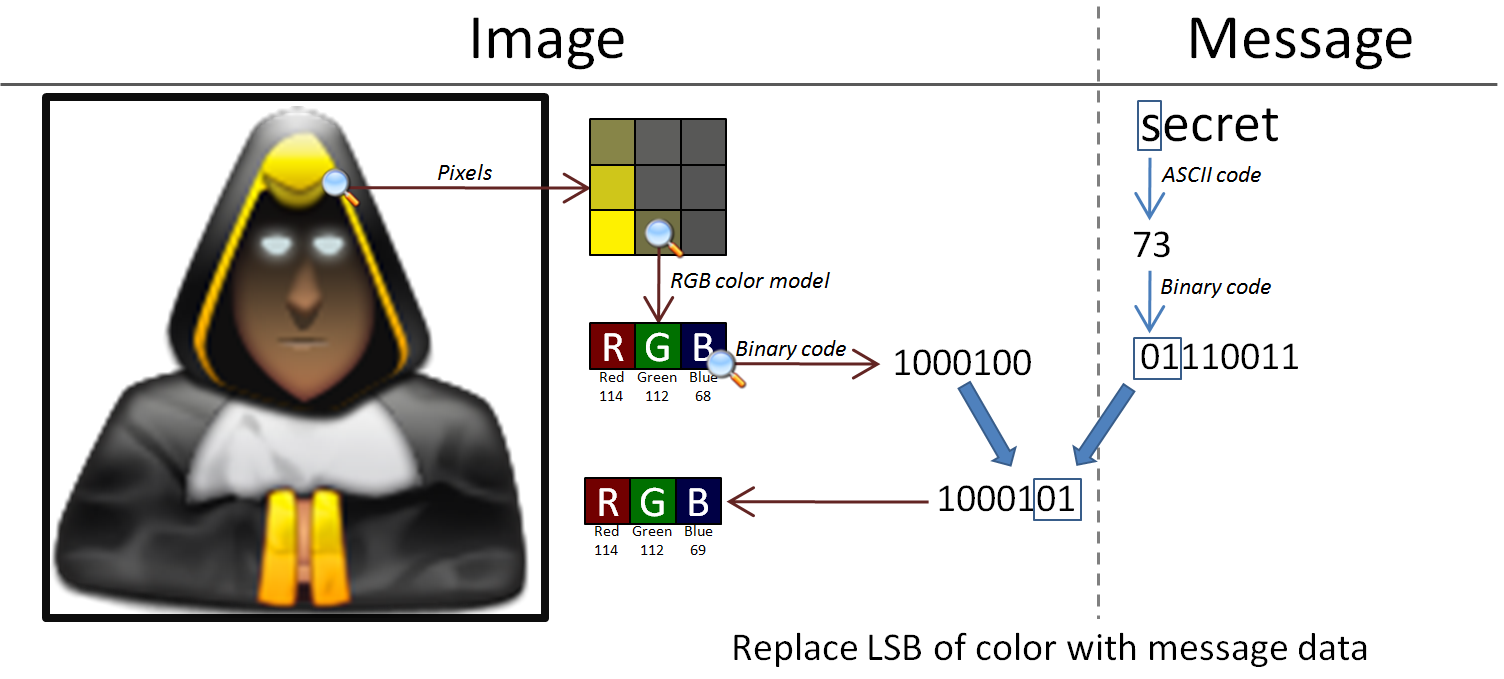
Processus de stéganographie utilisé par SilentEye (BMP)